# Gaston Giran
Roger Gaston Giran (ur. 12 lutego 1892 w Paryżu, zm. 26 kwietnia 1944 w Villejuif) – francuski wioślarz, brązowy mistrz olimpijski.
Wystąpił na igrzyskach olimpijskich w Antwerpii w 1920, gdzie razem z Alfredem Plé zdobył brązowy medal w dwójkach podwójnych. W finale Francuzi przegrali z Amerykanami w składzie: John Kelly i Paul Costello oraz Włochami w składzie: Erminio Dones i Pietro Annoni. Był to jego jedyny start olimpijski.
Ponadto razem z Plé wywalczył także złoty medal w dwójkach podwójnych na mistrzostwach Europy w Mâcon (1920). 
W trakcie kariery reprezentował barwy klubu Société Nautique de la Marne.